# Schönbuchrand zwischen Herrenberg und Bundesstraße 14 mit Herrenberger Schloßberg
Das Landschaftsschutzgebiet Schönbuchrand zwischen Herrenberg und Bundesstraße 14 mit Herrenberger Schloßberg ist ein mit Verordnung der Unteren Naturschutzbehörde beim Landratsamt Böblingen vom 10. Oktober 1974 ausgewiesenes Landschaftsschutzgebiet (LSG-Nummer 1.15.058).

## Lage und Beschreibung

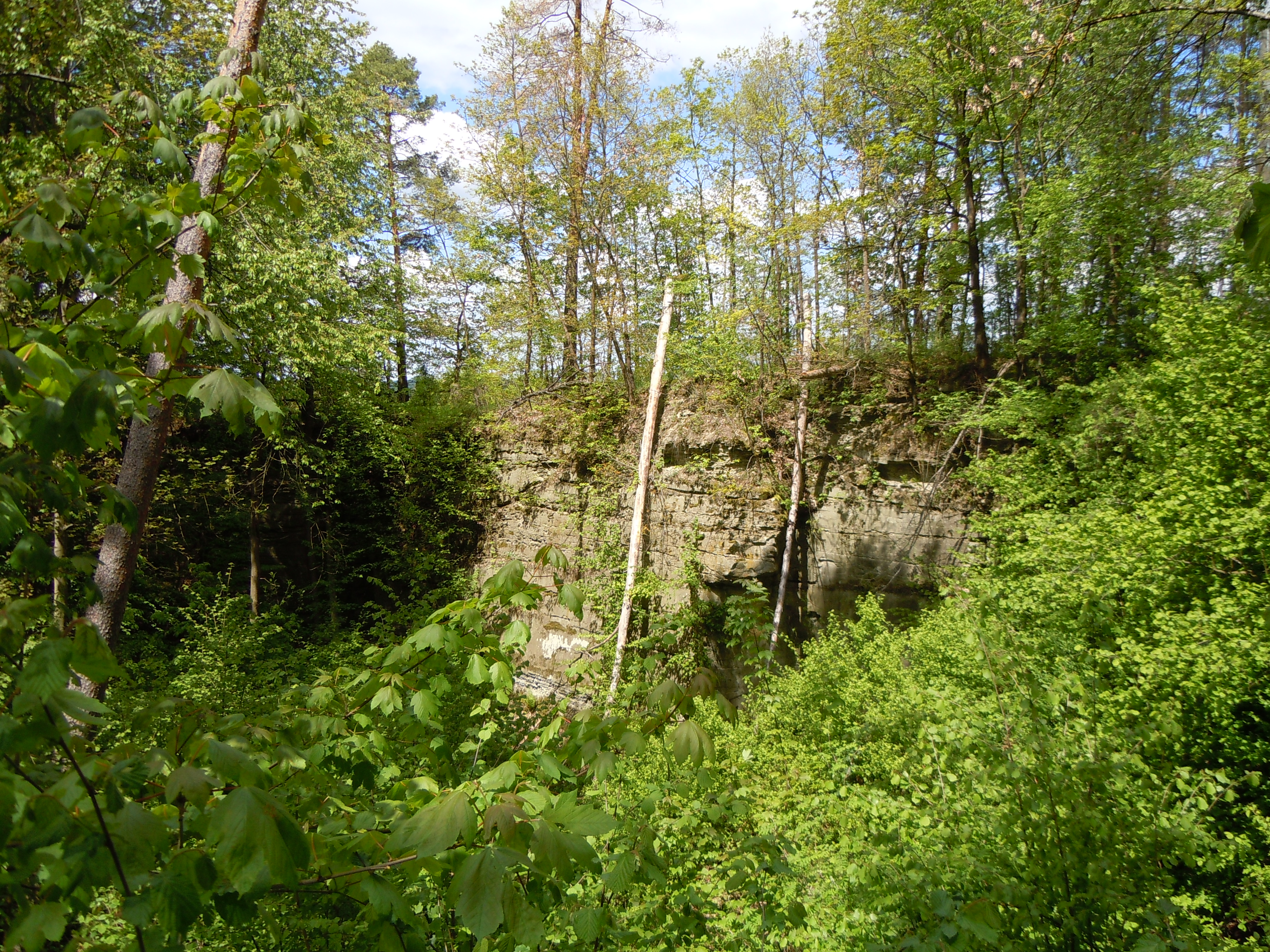
Schilfsandsteinbruch Kirchhalde

Im Landschaftsschutzgebiet liegen das Naturdenkmal Schilfsandsteinbruch Kirchhalde und die flächenhaften Naturdenkmale Schilfsandsteinbruch Äußere Ebene, Feuchtbiotop Äußere Ebene und Halbtrockenrasen Alter Rain. Außerdem hat es Anteil am FFH-Gebiet Schönbuch, am Vogelschutzgebiet Schönbuch und am Naturpark Schönbuch.
Das Schutzgebiet entstand durch Sammelverordnung des Landratsamts Böblingen vom 10. Oktober 1974, die mehrere Schutzgebiete umfasste. Mit dem Inkrafttreten dieser Verordnung trat die Verordnung des Landratsamts Böblingen vom 30. Dezember 1959 über den Schutz von Landschaftsteilen im Kreisgebiet außer Kraft. Laut Schutzgebietssteckbrief handelt es sich um nach Westen exponierte Keuperhänge des Waldgebietes Schönbuch.
Das 122.8 Hektar große Landschaftsschutzgebiet liegt nordöstlich von Herrenberg. Es gehört zum Naturraum Schönbuch und Glemswald

## Schutzzweck
Wesentlicher Schutzzweck ist die Erhaltung der Keuperlandschaft und des Waldrands des Schönbuchs. Die charakteristischen Landschaftsteile sollen für die Erholungsnutzung gesichert werden und das Gebiet soll vor weiterer Zersiedelung geschützt werden.